# 10,4 mm central Suisse
La cartouche pour revolver de 10,4 mm suisse à percussion centrale fut uniquement utilisée dans les Revolvers d'ordonnance 1872/78 et 1878 de l'Armée suisse. La douille est en laiton ; la balle étant en plomb durci. L'équivalent en calibre américain est le .41 swiss (en).

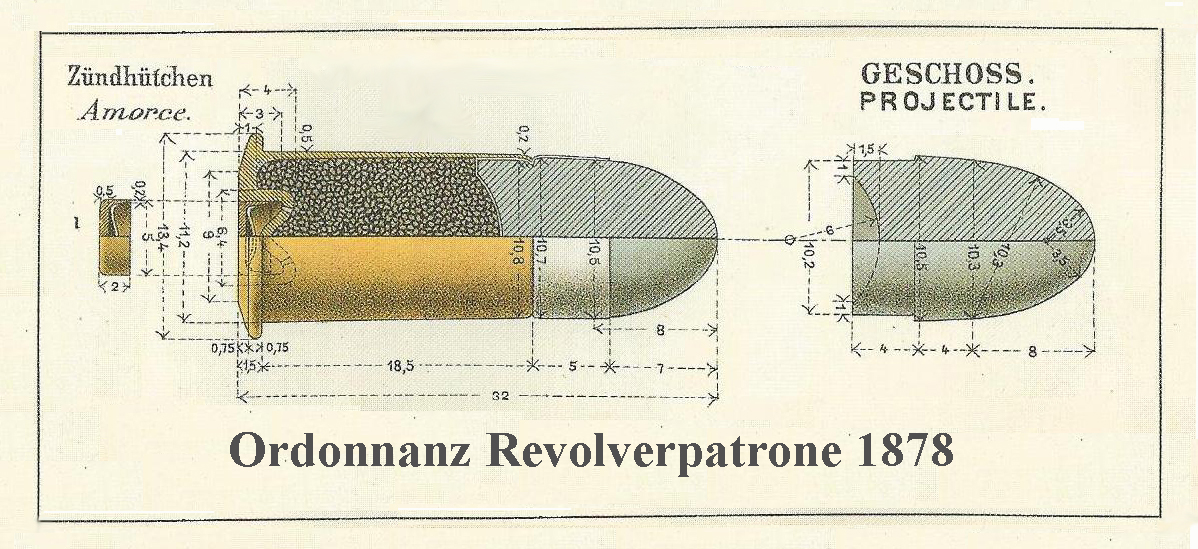
Cartouche d'ordonnance 1878

## Dimensions et masses
- Cartouche ;
  - longueur totale : 32 mm
  - masse: 17,5 g
- Projectile :
  - longueur: 17,5 mm
  - masse: 12,5 g

## Balistique
- Charge : 1 g de poudre noire
- Vitesse initiale : 185 m/s
- Énergie initiale : 213 joules

## Sources
Cette notice est issue de la lecture des revues spécialisées de langue française suivantes :
- Cibles (Fr)
- AMI (B, disparue en 1988)
- Gazette des armes (Fr)
- Action Guns (Fr)